# پادشکنندگی (کتاب)
کتاب پادشکننده: آنچه از بی‌نظمی بهره می‌برد، اثری غیرداستانی از نویسنده لبنانی-آمریکایی، نسیم نیکلاس طالب است. این کتاب برای اولین بار در تاریخ ۲۷ نوامبر ۲۰۱۲ توسط انتشارات رندوم هاوس در ایالات متحده و انتشارات پنگوئن بوکس در انگلستان به زبان انگلیسی منتشر شد.
طالب در این اثر، مفهومی نوین و بدیع به نام «پادشکنندگی» را معرفی می‌کند. او این اصطلاح را برای توصیف سیستم‌ها، سازمان‌ها و حتی افراد به کار می‌برد که نه تنها در مواجهه با بی‌نظمی، نوسانات و چالش‌های غیرمنتظره آسیب نمی‌بینند، بلکه از این شرایط سخت و پیچیده بهره‌مند شده و قوی‌تر می‌شوند.

## ترجمه به فارسی
- عنوان: پادشکننده؛ ترجمه شقایق اروجی. (تهران: انتشارات قافیه‏‫، ۱۳۹۸)[۳]
- عنوان: پادشکننده: آنچه از بی‌نظمی بهره می‌برد؛ ترجمه مینا صفری. (تهران: نوین توسعه، ‏‫۱۴۰۱)[۴]